# Ермилов, Николай Дмитриевич
Николай Дмитриевич Ермилов (19 декабря 1901 года, деревня Дор, ныне Нюксенский район, Вологодская область — 26 августа 1967 года, Москва) — советский военный деятель, генерал-майор (8 апреля 1944 года).

## Начальная биография
Николай Дмитриевич Ермилов родился 19 декабря 1901 года в деревне Дор ныне Нюксенского района Вологодской области.

## Военная служба

### Гражданская война
В июле 1920 года был призван в ряды РККА и направлен в состав 407-го стрелкового полка (46-я стрелковая дивизия), после чего красноармейцем и командиром отделения принимал участие в боевых действиях на Южном фронте.

### Межвоенное время
В сентябре 1921 года Ермилов был направлен на учёбу на 65-е и 63-е пехотные командные курсы, после окончания которых был назначен на должность командира взвода милиционной бригады.
В сентябре 1923 года был направлен на учёбу на 2-е Петергофско-Смольнинские курсы, после окончания которых в апреле 1924 года был назначен на должность командира отделения в составе 35-го стрелкового полка.
С октября 1924 года обучался в Ульяновской нормальной пехотной школе, после окончания которой в сентябре 1927 года был направлен в войска ОГПУ (НКВД) и назначен на должность командира взвода 31-го отдельного дивизиона войск ОГПУ. После окончания Высшей школы войск ОГПУ в феврале 1932 года Ермилов был назначен на должность помощника начальника штаба 25-го полка войск ОГПУ, а в октябре — на должность командира дивизиона и руководителя Саратовского военного училища НКВД.
В ноябре 1938 года был направлен на учёбу в Военную академию имени М. В. Фрунзе, после окончания которой в июле 1939 года был назначен на должность начальника штаба 11-й дивизии войск НКВД по охране особо важных предприятий промышленности (Московский военный округ).

### Великая Отечественная война
С началом войны полковник Ермилов был назначен на должность командира 67-й бригады войск НКВД, в сентябре 1941 года — на должность командира 12-й дивизии войск НКВД, в апреле 1942 года — на должность заместителя начальника войск НКВД по охране особо важных предприятий промышленности, а в ноябре — на должность заместителя командира 11-го стрелкового корпуса. С 12 по 19 февраля 1943 года полковник Николай Дмитриевич Ермилов исполнял должность командира этого же корпуса, который принимал участие в ходе Краснодарской наступательной операции. В марте 1943 года был вновь назначен на должность заместителя командира 11-го стрелкового корпуса, а в июле того же года — на должность заместителя начальника Управления войск НКВД по охране особо важных объектов промышленных предприятий.

### Послевоенная карьера
После окончания войны полковник Ермилов находился на прежней должности.
В январе 1947 года был назначен на должность начальника оперативного отдела Управления войск МВД СССР по охране особо важных предприятий промышленности и объектов железных дорог, в ноябре того же года — на должность заместителя начальника Главного управления пожарной охраны МВД СССР, в апреле 1953 года — на должность начальника курса факультета заочного обучения, а затем — на должность начальника курса основного факультета Института МВД СССР.
В мае 1955 года Ермилов был переведён на должность начальника пожарно-технических курсов МВД, а в октябре 1957 года — на должность помощника начальника по строевой части Саратовского военного училища МВД.
Генерал-майор Николай Дмитриевич Ермилов в мае 1958 года вышел в запас. Умер 26 августа 1967 года в Москве.

## Награды
- Орден Ленина (1945);
- Два ордена Красного Знамени (01.04.1943, 03.11.1944);
- Орден Красной Звезды;
- Медали.